# Carl Friedrich Faber
Carl Friedrich Faber auch Karl Friedrich Faber (* 18. oder 21. September 1739 in Magdeburg; † 20. April 1823 ebenda) war ein deutscher Buch- und Zeitungsverleger sowie Druckereibesitzer.

## Leben
Carl Friedrich Faber war der Sohn des Buchdruckers Gabriel Gotthilf Faber (* 28. August 1697 in Schönborn; † 24. April 1771 in Magdeburg) und dessen Ehefrau Maria Katharina (* 18. Januar 1707; † 30. Juni 1772 in Magdeburg), die Tochter des Buchdruckers Johann Andreas Müller (1677–1737); er hatte noch sechs Geschwister.
Er blieb zeit seines Lebens unverheiratet und kinderlos.
Nach einer Ausbildung zum Drucker trat er in das Geschäft seines Vaters, das bereits auf eine längere Magdeburger Tradition zurückblickte, ein. Sein Vater, der 1712 nach Magdeburg gekommen war, hatte nach einer Buchdruckerlehre bei seinem ältesten Bruder Christian Leberecht Faber (* 18. Januar 1683 in Schönborn; † 3. November 1751 in Magdeburg) 1730 in die Familie des Druckereibesitzers Andreas Müller in Magdeburg eingeheiratet und kurz darauf das Geschäft übernommen, das auf den seit 1607 in Magdeburg druckenden Johannes Betzel zurückging; sein Vater publizierte ab 1731 die Magdeburgische Privilegirte Zeitung (siehe Magdeburgische Zeitung).
Carl Friedrich Faber führte nach dem Tod seines Vaters die Druckerei und den Zeitungsverlag allein weiter; er hatte bereits 1765 die Königlich Preußische Lotterie-Collection (siehe Klassenlotterie#Geschichte) übernommen und betrieb diese bis 1806. 1772 wurde ihm als Ober-Lotterie-Kommissar der Titel eines Königlichen Kommissionsrates verliehen.
Er verteidigte sein angestammtes Magdeburger Zeitungsmonopol gegen verschiedene Übergriffe und verhinderte mehrfach die Gründung neuer Zeitungen, unter anderem gegen Johann Valentin Hessenland (1765–1808). Er war ein Zeitungsverleger, der offen für neue Entwicklungen war und passte das Blatt den Informationsbedürfnissen der Leserschaft an und baute insbesondere den Inseratenteil sowie die Handels- und Gewerbeanzeigen aus.
Die von ihm verlegten und vom Pfarrer Johann Samuel Patzke redigierten moralischen Wochenschriften Der Wohlthäter (Januar 1772 bis Juni 1773) und Wöchentliche Unterhaltungen (Januar 1778 bis Juni 1779) sowie der von der Literatur Gesellschaft unter Johann Samuel Patzkes und Friedrich von Koepckens (1737–1811) Federführung initiierte Anzeiger gemeinnütziger Bücher (1774), der als Beilage zur Magdeburgischen Zeitung erschien, beeinflussten maßgeblich die Entwicklung des kulturellen Lebens der Stadt Magdeburg.
Während der französischen Besetzung Magdeburg übergab er 1809 die Druckerei und das Anwesen seinem Neffen Friedrich Heinrich August Faber (1778–1847).
Nach seinem Tod hinterließ Carl Friedrich Faber, der von 1777 bis 1823 dem Kirchenkollegium der Magdeburger Heiligen-Geist-Kirche angehörte, dieser Kirche 2.000 Taler, von deren Zinsen die Pensionen der Predigerwitwen und das Gehalt der Organisten verbessert werden sollten; außerdem stiftete er 1.000 Taler für die Armenanstalten der Stadt und dieselbe Summe für die Aufnahme verarmter Bürger Magdeburgs im Kloster St. Augustini.